# A New Stereophonic Sound Spectacular
A New Stereophonic Sound Spectacular es el álbum de estudio debut de la banda belga Hooverphonic. Fue publicado el 29 de julio de 1996 a través de Columbia Records. Contiene la canción «2 Wicky», que fue incluida antes de su lanzamiento en la película controversial Belleza robada.
Fue su único álbum publicado bajo el nombre original Hoover, ya que posteriormente descubrieron la existencia de una marca de aspiradoras con el mismo nombre, además de bandas estadounidenses y alemanas que ya poseían el nombre.

## Contexto
El proyecto musical fue creado en 1995 por el bajista y encargado de programación Alex Callier, junto a su compañero de escuela de cine y colega en VRT, Frank Duchêne. A esa alineación inicial, fueron añadidos Raymond Geerts como guitarra líder y Esther Lybeert como vocalista. Gracias a su trabajo en VRT, encontraron dos plate reverb descartados que pudieron vender por €5 000 al estudio de grabación Galaxy, para luego comprar nuevo equipamiento y sintetizadores para la realización de su primer álbum.
Luego de grabar su primer demo, lo mandaron a distintos sellos discográficos, aunque su opción prioritaria era ser firmados por Sony. Antes de poder firmar el contrato, Esther Lybeert decidió dejar la banda, dejando a los otros miembros realizando 30 audiciones en búsqueda de una nueva voz femenina. Por recomendación de un colega de Callier, este último pudo contactar a Liesje Sadonius, a quién describió como «incluso mejor que la [vocalista] original».

## Promoción
Luego de la publicación del álbum, Sadonius dejó la banda a comienzos de 1997, siendo reemplazada por Kyoko Baertsoen de Lunascape en la realización de su gira europea, que tuvo una duración de tres meses. También fueron teloneros de Fiona Apple en la gira estadounidense por su álbum debut Tidal. Una vez finalizada su agenda promocional, se asentaron con la vocalista Geike Arnaert para la grabación de su segundo álbum, Blue Wonder Power Milk.

## Recepción
El álbum ha recibido reseñas mixtas a positivas, con una de Pitchfork Media resumiendo: «Como un sueño despierto, coquetea de un estilo a otro, pero nunca pierde realmente su cohesión hasta que emerge». Por su parte, la publicación USA Today destaca los aspectos atmosféricos más parecidos a Portishead, pero con mención particular a «2 Wicky» por su aspecto funk, «Wardrope» con su flauta y riffs similar a The Ventures, y sonidos de hip hop con ambient en «Plus Profond».
Según registros de junio de 1998, el álbum había conseguido vender más de 140 000 copias a nivel mundial.

### Reconocimientos
| Publicación    | Lista                                   | Posición | Ref.   |
| -------------- | --------------------------------------- | -------- | ------ |
| Slant Magazine | The 20 Best Trip-Hop Albums of All Time | 17       | [ 10 ] |

## Lista de canciones
Todas las canciones escritas y compuestas por Alex Callier, excepto donde se indique. 
| N.º   | Título         | Escritor(es)                                                 | Duración |  |
| 1.    | «Inhaler»      | Callier · Raymond Geerts                                     | 5:11     |  |
| 2.    | «2 Wicky»      | Callier · Geerts · Burt Bacharach · Hal David · Pierre Henry | 4:44     |  |
| 3.    | «Wardrope»     | Callier · Geerts                                             | 4:31     |  |
| 4.    | «Plus Profond» |                                                              | 4:24     |  |
| 5.    | «Barabas»      |                                                              | 3:50     |  |
| 6.    | «Cinderella»   | Callier · Geerts · Frank Duchêne · Liesje Sadonius           | 3:52     |  |
| 7.    | «Nr. 9»        |                                                              | 3:38     |  |
| 8.    | «Sarangi»      |                                                              | 4:16     |  |
| 9.    | «Someone»      | Callier · Geerts · Duchêne · Sadonius                        | 4:11     |  |
| 10.   | «Revolver»     |                                                              | 3:54     |  |
| 11.   | «Innervoice»   | Callier · Geerts                                             | 4:34     |  |
| 47:05 |                |                                                              |          |  |

| Deluxe Edition – Disco dos (Remixes) |                                                             |          |  |
| N.º                                  | Título                                                      | Duración |  |
| 1.                                   | «2 Wicky (DJ Pulse Remix)»                                  | 6:24     |  |
| 2.                                   | «2 Wicky (DJ Pulse dub)»                                    | 6:24     |  |
| 3.                                   | «2 Wicky (Not So Extended Hoovering mix)»                   | 3:41     |  |
| 4.                                   | «2 Wicky (Steve Hillier version)»                           | 6:43     |  |
| 5.                                   | «Inhaler (Drum 'n' Orch Remix)» (Hoover)                    | 4:27     |  |
| 6.                                   | «Inhaler (Mr. Pink Remix)» (Hector Zazou)                   | 5:47     |  |
| 7.                                   | «Inhaler (Mr. Brown Remix)» (Hector Zazou)                  | 6:48     |  |
| 8.                                   | «Inhaler (CJ's Multicolored Rhythm Injection)» (Radio Edit) | 3:37     |  |
| 9.                                   | «Inhaler (CJ's Multicolored Rhythm Injection)»              | 6:09     |  |
| 10.                                  | «Wardrope (Jungle Remix)»                                   | 5:50     |  |
| 55:50                                |                                                             |          |  |

| Deluxe Edition – Disco tres (Rarities) |                                                               |          |  |
| N.º                                    | Título                                                        | Duración |  |
| 1.                                     | «Plus Profond (Original Recording)»                           | 3:58     |  |
| 2.                                     | «Inhaler (Original demo)» (con Esther Lybeert)                | 5:09     |  |
| 3.                                     | «Cinderella (Original demo)» (con Esther Lybeert)             | 3:24     |  |
| 4.                                     | «Nr. 9 (Original demo)» (con Esther Lybeert)                  | 3:49     |  |
| 5.                                     | «Revolver (Original demo)» (con Esther Lybeert)               | 3:24     |  |
| 6.                                     | «Instrumental»                                                | 5:16     |  |
| 7.                                     | «Inhaler (Studio Brussel Basta Session, 16 de enero de 1997)» | 3:46     |  |
| 8.                                     | «Someone (Studio Brussel Basta Session, 16 de enero de 1997)» | 3:12     |  |
| 31:58                                  |                                                               |          |  |

Notas
- «2 Wicky» contiene samples de «Walk on By» compuesto por Burt Bacharach y Hal David e interpretado por Isaac Hayes, y «Le Voile d'Orphée», compuesto e interpretado por Pierre Henry.[11]
- «Plus Profond (Original Recording)» contiene un sample de «007 and Counting» interpretado por John Barry.

## Personal
Adaptados desde las notas de álbum.
| Hooverphonic - Liesje Sadonius – Voz principal. - Raymond Geerts – guitarras, respiraciones. - Frank Duchêne – Ingeniería, teclados. - Alex Callier – Programación, teclados. Músicos de apoyo - Eric Bosteels – batería (1, 7, 8, 10, 11). - Stefan Bracoval – solo de flauta (3). - Sven Muller – bajo de una nota (6). - Charlotte Van de Perre – Voz española parlando (6). - Ursi Vanderherten – Voz francés parlando (4). | Producción - Roland Herrington – Mezcla en Whitfield Street Studios, Londres. - Benjamin Bertozzi – Asistente de mezcla en «Plus Profond». - Jake Davies – Asistente de mezcla, Cinta análoga phaser. - Ian Cooper – Masterización en Metropolis Mastering, Londres. - Kees de Visser – Masterización en «Wardrope», «Barabas» y «Sarangi». - Hooverphonic – Productores, ingeniería, mezcla en «Plus Profond». Apoyo - Power & Glory – Diseño de carátula. - Peter Marx – Ayuda legal. |

## Posicionamiento en listas
| Listas (1996)               | Mejor posición |
| --------------------------- | -------------- |
| Bélgica (Ultratop Flanders) | 17             |
| Bélgica (Ultratop Wallonia) | 32             |

## Historial de lanzamiento
| País           | Fecha               | Edición          | Discográfica             | Ref.  |
| -------------- | ------------------- | ---------------- | ------------------------ | ----- |
| Unión Europea  | 29 de julio de 1996 | LP · CD · casete | Columbia · SME (Bélgica) | [ 2 ] |
| Estados Unidos | 15 de abril de 1997 | LP · CD · casete | Epic                     | [ 2 ] |